# Muvart

MUVART est un film documentaire mozambicain sur le Mouvement d’Art Contemporain du Mozambique (Muvart) réalisé par José Augusto Nhantumbo  en 2005.

## Fiche technique du film
- Pays : Mozambique
- Réalisateur : José Augusto Nhantumbo
- Production : Lx Filmes
- Distribution : Lx Filmes
- Durée : 52'
- Genre : documentaire
- Année : 2005

## Synopsis
En 2004, certains artistes Mozambicains du mouvement ont été invités à participer à la Foire International d’Art Contemporain de Lisbonne. Dans ce documentaire on peut suivre le quotidien  des 11 membres de ce mouvement qui nous dévoilent leur expérience et leur point de vue sur l’art.

## Le mouvement
Lorsque le mouvement a débuté, en 2002, les 11 membres participants étaient des jeunes artistes qui venaient de finir leur formation. Dans beaucoup de cas, la formation était faite à l’étranger, par exemple en Ukraine ou au Brésil. 
Le Muvart  est qualifié par les artistes comme étant un « ready-made » c’est-à-dire un mouvement où les artistes prennent des objets du quotidien et les transforment en objets artistiques. Leur objectif est de montrer une nouvelle forme de penser et de présenter l’art qui passe par le « ready-made » mais aussi  par les formes traditionnelles telles que la peinture, la sculpture ou encore la photographie. À l’art mozambicain traditionnel, ces artistes ajoutent une touche contemporaine afin de s’intégrer davantage au monde artistique. Pour le Muvart, l’art mozambicain a besoin de s’affirmer comme témoin du monde d’aujourd’hui, d’intervenir dans la société et de lui permettre de s’étendre au-delà de la capitale.  Ces artistes veulent également une évolution de l’art dans leur pays et sensibiliser le public à l’art contemporain

## Perception du mouvement au Mozambique
Ce nouveau mouvement s’oppose  à l’art traditionnel Africain et aux artistes  Mozambicains mondialement connus comme Malangatana ou Alberto Chissano et les opinions sur le mouvement divergent.
D’un côté certaines personnes pensent que cette nouvelle forme d’exprimer l’art ne représente en aucun cas l’Afrique ou l’art Africain. Ils pensent que cette nouvelle génération d’artistes ne fait que représenter l’art qui leur a été enseigné à l’étranger et non dans leur pays d’origine. De l’autre côté il y a ceux qui pensent que ces jeunes artistes permettent de faire évoluer l’art du Mozambique en provoquant une rupture avec des productions artistiques marquées par des stéréotypes. Ils permettent  aussi  de rappeler certains problèmes de l’éducation mozambicaine par exemple le manque de moyens mis en place par le gouvernement vis-à-vis de l’enseignement de l’art.

## Les artistes
Les artistes présentés ci-après font partie des membres du Muvart :
Carmen Maria Muianga a fait ses études à l’École des Arts Visuels de Maputo puis a suivi des cours à l’École Nationale des Arts Plastiques de La Havane, à Cuba. Elle devient par la suite un membre de l’art Núcleo  de Maputo et  réalise des expositions dans cette ville. Elle participe également à des expositions collectives au Mozambique, au Japon, en Namibie et au Portugal.
Jorge Dias a étudié à l’École Nationale des Arts Visuels. En 2002, il obtient une licence en sculpture aux Beaux Arts de l’université fédérale de Rio de Janeiro. C’est un des membres fondateurs du mouvement d’art contemporain du Mozambique. Il a pour habitude de travailler avec des insectes achetés dans les rues de Maputo, faits de différents matériaux comme des câbles électriques, puis les colle à ses travaux de poterie.
Gemuce est  diplômé de l’institut des Beaux Arts  de Kiev (Ukraine).Son travail est essentiellement basé sur les jeux de texture en mélangeant la peinture au collage et en utilisant diverses techniques de peinture comme l’acrylique, l’aquarelle ou la peinture à l’huile.
Les autres membres du Muvart sont : Quentin Lambert, Xavier Mbeve, Xikhossa, Anésia  Manjate, Celestino Mondlane, Ivan Serra, Marcos Bonifacio, Vânia Lemos.

## La participation à la foire d’Art contemporain de Lisbonne
En 2004 les artistes du mouvement contemporain ont été conviés à participer à la Foire  Internationale d’Art Contemporain de Lisbonne, ce qui leur a permis non seulement de rencontrer d’autres artistes mais aussi de faire découvrir leur travail au reste du monde.  Les préparatifs de cette exposition n’ont pas été simples car ils se sont vus  confrontés aux difficultés du financement du voyage et au transport de leurs œuvres jusqu’au Portugal. Pendant l’exposition, les visiteurs ont été surpris par la qualité des œuvres et ont apprécié ce nouveau mouvement. 
Cette exposition a permis aux artistes de persévérer et leur a donné l’envie d’approfondir leurs différentes techniques. Grâce à cette opportunité ils ont eu la chance de pouvoir participer à de nombreuses autres expositions.